# Koganei
Koganei (jap. 小金井市 Koganei-shi) – miasto w Japonii, na wyspie Honsiu, w aglomeracji Tokio. Ma powierzchnię 11,30 km². W 2020 r. mieszkały w nim 126 253 osoby, w 63 323 gospodarstwach domowych  (w 2010 r. 118 888 osób, w 57 715 gospodarstwach domowych). Ośrodek szkolnictwa wyższego. 
Pierwsze większe osiedla zaczęły powstawać na terenie dzisiejszego miasta w połowie okresu Edo. W 1926 roku otworzono w miejscowości stację linii kolejowej Musashi-Koganei, co przyspieszyło rozwój; zaczęły powstawać nowe budynki mieszkalne i placówki edukacyjne. Po II wojnie światowej nastąpił nagły przyrost liczby ludności i Koganei przekształciło się w miasto sypialnię dla zatrudnionych w Tokio. 1 października 1958 roku Koganei-chō zostało przemianowane na Koganei-shi.